# Morris (Illinois)
Pour les articles homonymes, voir Morris.
La ville de Morris est le siège du comté de Grundy, dans l'Illinois, aux États-Unis.